# Malarz Monte Abbatone
Malarz Monte Abbatone – etruski malarz naczyń, działający w VII wieku p.n.e. w ramach ośrodka ceramicznego tzw. grupy polichromowanej (zespołu Monte Abbatone).
Jest najlepiej rozpoznanym, choć nie najlepszym artystą grupy polichromowanej. W swoich dziełach najczęściej umieszczał w obrębie pasa figuralnego dwie postacie zwróconych ku prawej stronie czworonogów o ciałach nadnaturalnie wydłużonych, przy czym motyw taki obejmował zazwyczaj cały obwód danego naczynia (ulegał przesłonięciom i optycznym deformacjom). Aby lepiej unaocznić postacie na ciemnym tle, malarz dublował czasami kontury torsów i białymi punktami zapełniał przestrzeń pomiędzy równolegle biegnącymi bruzdami. Stworzone postacie dzielił na strefy gładkie lub zapełniane różnego rodzaju ornamentami (zygzakami, paskami, kółkami, łukami, czy łuskami). Duże puste przestrzenie pod wielkimi przedstawieniami zwierząt zapełniał mniejszymi wyobrażeniami figuralnymi, takimi jak np. jelonek ssący mleko od łani, stojące ptaki lub ptaki w locie. W pozostałej wolnej przestrzeni zamieszczał niekiedy motywy roślinne, a także motywy geometryczne, co świadczy o tym, że nie zerwał całkowicie ze starą grecką estetyką geometryczną. Charakterystycznym elementem twórczości malarza było różnicowanie barw nóg zwierząt: lewe najczęściej były białe, a prawe czerwone.
Malarz Monte Abbatone był przede wszystkim zdobnikiem, a mniejszy nacisk kładł na narrację w swoich dziełach. 